# Pard Pearce
Walter Irving Pearce, detto Pard (Providence, 23 ottobre 1896 – Newport, 24 maggio 1974), è stato un giocatore di football americano statunitense che ha militato nel ruolo di quarterback nella National Football League (NFL).

## Carriera
Pearce giocò nella American Professional Football Association (rinominata National Football League nel 1922) per i Decatur Staleys (che sarebbero divenuti i Chicago Bears), i Kenosha Maroons e i Providence Steam Roller. Fu il primo quarterback titolare della storia dei Bears e con essi vinse il campionato nel 1921.

## Palmarès
- American Professional Football Association: 1

Chicago Staleys: 1921